# フランスとナヴァールを表す女性の擬人像の間のルイ13世
『フランスとナヴァールを表す女性の擬人像の間のルイ13世』(フランスとナヴァールをあらわすじょせいのぎじんぞうのあいだのルイじゅうさんせい、仏: Louis XIII entre deux figures de femmes symbolisant la France et la Navarre、英: Louis XIII between Two Female Figures Symbolizing France and Navarre)  は、17世紀フランスの画家シモン・ヴーエが1636-1638年にキャンバス上に油彩で制作した絵画である。フランス国王ルイ13世を寓意的な肖像画として表している。ルイ13世のコレクションに由来し、1785年以来、パリのルーヴル美術館に所蔵されている。

## 作品
1610年に王位に就いたルイ13世はイタリアにいたシモン・ヴーエをフランスに呼び戻し、大規模な装飾、特にサン＝ジェルマン＝アン＝レーの城館の装飾を委ねた。この城館に由来する様々な絵画は現在、ルーヴル美術館とほかの美術館に収蔵されている。本作もこの城館にあったものと思われる。
画中のルイ13世は左手に指揮棒を持っている。さらに軍指揮官の白い布と、1620-1630年の間に制作された甲冑 (フランス軍事博物館、パリ) とほとんど同じ鎧を身に着けている。したがって、戦時中の王を表した肖像画であり、おそらく1636年にルイ13世が自ら率いた第1次コルビ包囲と関連している。王は、左側にフランス王国、右側にナヴァール王国を象徴する女性の擬人像の間にいる。フランスとナヴァールの国王という称号は、スペインの近くに位置する小王国ナヴァールを統治したルイ13世の父アンリ4世により先に用いられていた。本作は、アンリ4世によって実現された2つの王国の統一を明白に示している。モデルの個性よりも身分を強調しているこの絵画は、ヴーエの数少ない公的肖像画の1つである。
[[File:Louis_XIII_(crowned_by_victory).jpg|thumb|left|160px|フィリップ・ド・シャンパーニュ『勝利の女神により戴冠されるルイ13世』(1634年ごろ)、ルーヴル美術館、パリ]]

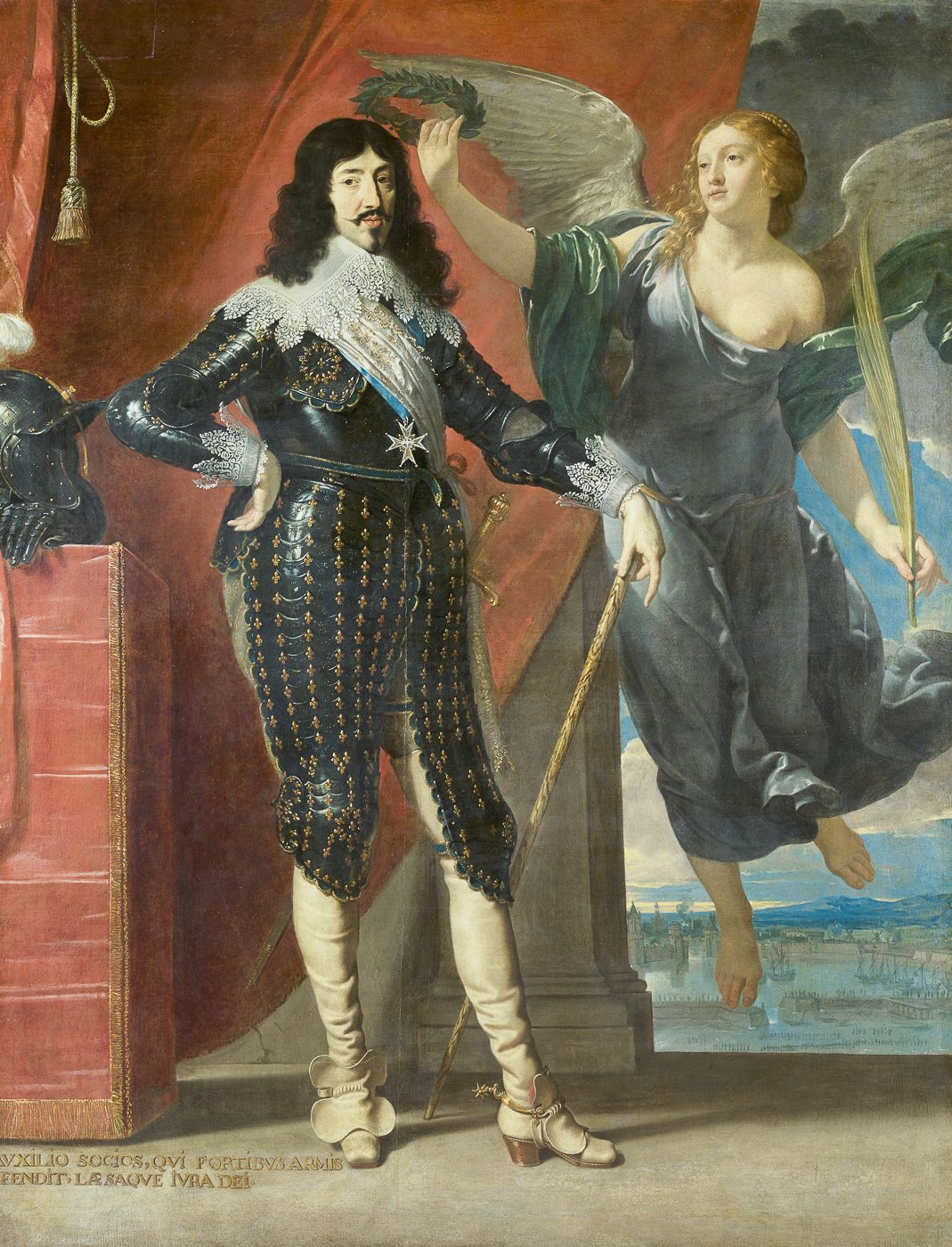
small|フィリップ・ド・シャンパーニュ『勝利の女神により戴冠されるルイ13世』(1634年ごろ)、ルーヴル美術館、パリ

表されているルイ13世は、フィリップ・ド・シャンパーニュが「枢機卿の城館 (Palais Cardinal)」 (現在のパレ・ロワイヤル) のギャラリーのために描いた『勝利の女神により戴冠されるルイ13世』 (ルーヴル美術館、パリ) の姿にきわめてよく類似している。フランス史の著名な人物の肖像画を展示したこのギャラリーのためにヴーエもいくつかの作品を描いているが、それらの肖像はいずれも豪奢な装飾のなかに、表されるモデルに応じて選ばれた聖書などの人物で飾られたメダイヨンに囲まれていた。
本作もおそらく当初は、そのように展示されていたと思われる。しかし、シャンパーニュとは異なり、ヴーエはモデルの性格を表現することに留意していない。ルイ13世は個性のない顔を持ち、重い甲冑をつけて動けないかのように見える。彼の足元に座るフランス王国とナヴァール王国を象徴する2人の人物に挟まれている王は現実の人物の肖像画というより、君主という観念の具象化となっている。